# 王以文
王以文（왕이문）は、朝鮮の氏族の済南王氏の始祖である。本名は王鳳崗（왕봉강）である。
中国済南市出身。清の順治帝が明の崇禎帝の関係者を滅亡させるため、王以文を瀋陽に抑留したが、その際に丙子の乱で清の人質となり瀋陽に抑留されていた鳳林大君と意気投合し、鳳林大君が解放されるとともに朝鮮に移住・帰化した。その後、鳳林大君が以文という名前を下賜し、宮中でともに北伐計劃を練ったが、鳳林大君の死去により計画は挫折する。
後に通政大夫・承政院承旨を追贈される。